# Champi (acteur)
Pour les articles homonymes, voir Champi.
Roger Albert Champenois dit Champi, né le 24 novembre 1900 à Moisenay (Seine-et-Marne) et mort le 10 septembre 1973 à Clichy (Hauts-de-Seine), est un acteur, artiste de variété et humoriste français.

## Biographie
Champi commence sa carrière au théâtre, en particulier au Théâtre des Deux Ânes, et se tourne vers le cinéma dans les années 1940. Son film le plus connu est Le Crime du Bouif où il reprend le rôle du braconnier "Le Bouif", rôle qui avait été tenu dans les années 1930 par Félicien Tramel.

## Chansonnier
- Les chansonniers de Montmartre
- Chanson de grève
- Des vertes et des pas mûres (pochette dos femme nue)
- Des vertes et des pas mures [sans l'accent] (pochette cochons)

## Théâtre, cabaret
- Histoires gauloises
- La fontaine en Argomuche
- Histoires grivoises
- La messe ; Conférence sur la france

## Filmographie
- 1935 : Cinquième au d'ssus de Jacques Daroy (histoire originale)
- 1941 : Notre-Dame de la Mouise, de Robert Péguy : Nénesse
- 1941 : Montmartre-sur-Seine, de Georges Lacombe : Monsieur Martin
- 1941 : Ce n'est pas moi, de Jacques de Baroncelli
- 1942 : Le Moussaillon, de Jean Gourguet : Ballandon
- 1942 : Huit hommes dans un château, de Richard Pottier : Firmin
- 1946 : Au pays des cigales, de Maurice Cam : Prosper
- 1952 : Le Crime du Bouif d'après la série du Bouif de Georges de la Fouchardière, film d'André Cerf : Alfred Bicard dit le Bouif